# Miguel’s War
Miguel’s War (dt.: „Miguels Krieg“) ist ein Dokumentarfilm von Eliane Raheb aus dem Jahr 2021. Es handelt sich um das Porträt eines schwulen, libanesischen Mannes, der sich den Geistern seiner Vergangenheit stellt und nach Jahren des Exils in sein Heimatland zurückkehrt.
Der in mehreren Kapiteln unterteilte Film, der Dokumentarfilmaufnahmen mit Animationssequenzen, Theater- und Archivaufnahmen verbindet, wurde im Jahr seiner Veröffentlichung ins Programm der 71. Berlinale aufgenommen. Dort wurde Miguel’s War mit dem Teddy Award ausgezeichnet.

## Inhalt
Miguel Jleilaty, ein schwuler Mann in seinen Fünfzigern, ist vor 37 Jahren nach Spanien geflüchtet. Von versteckten Sehnsüchten, unerfüllter Liebe und quälenden Schuldgefühlen geplagt, entscheidet er sich in seine Heimat Libanon zu reisen. Die Filmemacherin Eliane Raheb begleitet ihn auf einer Reise der Selbstkonfrontation und emotionalen Wiedergutmachung sowie auf seiner Suche nach der wahren Liebe.
Miguel wurde am 18. September 1963 in eine großbürgerliche Familie in Beirut hineingeboren. Als Kind war er sehr langsam, was zu Komplexen führte. Diese wurden durch seine attraktive, aber herrische Mutter noch verstärkt, die ihre syrische Herkunft zu verschleiern versuchte und seinen Bruder ihm vorzug. Geborgenheit fand Miguel bei dem syrischen Kindermädchen Takla. Im Jahr 1982 nahm „Migo“ als Jugendlicher am Libanonkrieg teil. Damit versuchte er, seinen Platz in der Gesellschaft zu finden und seiner Familie zu beweisen, dass er wie ein „richtiger Mann“ kämpfen könne. Auf dem Schlachtfeld stand Miguel große Angst aus und wird vom Krieg traumatisiert. Gleichzeitig hat er seine erste sexuelle Erfahrung mit dem groben Milizionär Tony. Verfolgt von einem ewigen Gefühl der Schuld und Scham, flüchtet er vor Krieg und Repression aus dem Libanon ins hedonistische Madrid der Post-Franco-Ära. Dort nennt er sich Miguel Alonso und wünscht sich, ein echter Spanier zu sein. Er führt eine Reihe destruktiver Beziehungen, woraufhin es zu einem Suizid-Versuch kommt. Daraufhin versucht sich Miguel zusammenzureißen, beginnt als Übersetzer für Konferenzen zu arbeiten. Im Jahr 1994 übersiedelt er nach Barcelona und beginnt klassischen Gesangsunterricht zu nehmen. Das private Glück oder die Liebe bleiben ihm aber verwehrt. Dadurch ist er zu einer selbstzerstörerischen Person geworden. „Ich glaube immer noch, dass ich ein schlechter Mensch bin und Bestrafung verdiene“, so Miguel.
Eliane begleitet Miguel nach Sevilla, dass ihn an das alte Damaskus erinnert. Sein Vater starb im Jahr 1990, als der Bürgerkrieg im Libanon endete. Seine Mutter verstarb 2011 zu Beginn des Syrienkriegs. Raheb interviewt daraufhin ihre eigene Mutter und erzählt ihr, wie sie Miguel kennengelernt hat. Er hatte als Übersetzer einen ihrer Filme in Spanien mitvorgestellt. Miguel und Eliane reisen in den Libanon. Dort spürt die Regisseurin Tony auf. Die Erinnerungen Miguels zur Zeit seines Militäreinsatzes stellen sich in Wahrheit als viel dramatischer heraus, als sie in Wirklichkeit waren. Eliane konfrontiert ihn damit und deutet Tony als Symbolfigur für seinen Vater. Am Ende singt Miguel eine Arie vor dem Urnengrab seines Vaters. Der bekennende Fußfetischist lässt sich auch von Eliane überreden, an einer rituellen Fußwaschung teilzunehmen. Zum Schluss spürt sie Miguels Kindermädchen Takla auf und plant, den Kontakt zwischen beiden wiederherzustellen.

## Hintergrund
Miguel’s War ist der fünfte Langfilm der libanesischen Dokumentarfilmerin Eliane Raheb. Das Projekt erhielt auf der Berlinale 2016 im Rahmen der Sektion Berlinale Talents den Filmförderpreis der Robert Bosch Stiftung für internationale Zusammenarbeit an Nachwuchsfilmemacher aus Deutschland und der Arabischen Welt zuerkannt (Kategorie Dokumentarfilm). Die Jury lobte „die einzigartige und mutige Geschichte über einen Menschen, der Erniedrigung, Unterdrückung und Gewalt ausgesetzt war und das filmische Bemühen, seine Identität wiederherzustellen“ sowie Rahebs „originellen, künstlerischen und kompromisslosen Ansatz“ dafür. Darüber hinaus gewann das Projekt Fördergelder der Ismailia International Film Festival Industry Platform sowie den Rough Cut Workshop des Between Women Filmmakers Caravan. Weitere Unterstützung erfuhr Miguel’s War u. a. vom Arab Fund for Arts and Culture (AFAC), Screen Institute Beirut, Centre national du cinéma et de l’image animée (CNC), Beirut DC, Deutschen Akademischen Austauschdienst (DAAD), The Legal Agenda und Ashkal Alwan.
Die Dreharbeiten fanden in Spanien und im Libanon statt. Neben Dokumentarfilmaufnahmen wurden auch Animationssequenzen, Theater- und Archivaufnahmen verwendet.

## Rezeption
Miguel’s War wurde aufgrund der COVID-19-Pandemie erstmals im März 2021 während des „Industry Events“ der Berlinale gezeigt, wo der Film in die Sektion Panorama Dokumente aufgenommen wurde. Eine reguläre Uraufführung fand am 16. Juni 2021 im Rahmen des Publikumsfestivals („Summer Special“) der Berlinale statt.
Nadine Lange (Der Tagesspiegel) lobte das Werk in einer Kurzkritik als „beeindruckenden Porträtfilm“ und zog bei den im Libanon gedrehten Sequenzen Vergleiche zur Traumatherapie. Miguel’s War sei eine „heftige, außergewöhnliche Filmerfahrung“ und Lange hoffte, dass der Film nach dem Festival einen regulären Kinostart erhalte.
Die Teddy-Jury aus Esma Akyel, Sylvie Cachin und Samuel Girma hob in ihrer Preisbegründung den starken emotionalen Ton aus dem Zusammenspiel zwischen der kritischen Filmemacherin Raheb und „der Echtheit des Protagonisten“ hervor. Der „großartige Schnitt“ liefere eine beeindruckende Bildersprache, enpowere die Geschichtenerzählung  und lasse „sie als ehrliche Selbstkonfrontation herausragen“. „Wir sehen eine Allgemeingültigkeit zu queeren Themen, die Schuldgefühle, Familie, Liebe, Migration und selbstgewähltes Exil betreffen. Das Ganze wird zu einer gemeinsamen Erfahrung: wir werden an die Kraft der Sehnsucht nach einer queeren Erlösung erinnert“, so die Jury.

## Auszeichnungen
Der Film gewann im Rahmen der Berlinale 2021 den LGBTIQ-Preis Teddy Award als bester Langfilm. Bei der Wahl des Panorama-Publikumspreises belegte Miguel’s War den zweiten Platz, hinter dem brasilianischen Beitrag A Última Floresta (The Last Forest).